# Oktoberfeesten (Haelen)
De Oktoberfeesten in Haelen is een festival dat georganiseerd wordt door de Stichting Haelen Music. Het evenement vindt jaarlijks plaats in oktober in het Limburgse dorp.
De feesten worden sinds 1999 georganiseerd in een grote tent. De eerste keer was het omdat de kroegeigenaar van Café De Valk in dat jaar zijn 10-jarige kasteleinsjubileum vierde. Na het grote succes van dit evenement is daarna besloten om het evenement jaarlijks te organiseren.